# Nakhon Nayok (provincie)
Nakhon Nayok is een Thaise provincie in het oosten van Thailand. In december 2002 had de provincie 251.064 inwoners, het is daarmee de 70e provincie qua bevolking in Thailand. De oppervlakte bedraagt 2122 km², Nakhon Nayok is daarmee de 66e provincie qua omvang in Thailand. De provincie ligt op ongeveer 107 kilometer van Bangkok. Nakhon Nayok grenst in het noorden aan de provincies Korat en Saraburi, in het oosten aan de provincie Prachinburi, in het zuiden aan de provincie Chachoengsao en in het westen aan de provincie Pathum Thani. Nakhon Nayok grenst nergens aan de zee. De gemiddelde jaartemperatuur is 30 graden.
Nakhon Nayok bestaat voornamelijk uit heuvelland. Het is een overwegend agrarische provincie met een aantal mooie natuurgebieden.

## Provinciale symbolen
|  | Het provinciale zegel van Nakhon Nayok toont een olifant die met zijn slurf een rijsthalm vasthoudt, symbool voor de vruchtbare rijstvelden en de bossen met olifanten. De stapels stro, de bomen en wolken op de achtergrond symboliseren de schoonheid van de provincie. De provinciale bloem en boom is Cochlospermum religiosum. |

## Politiek

### Bestuurlijke indeling
De provincie is onderverdeeld in 4 districten (Amphoe), die weer onderverdeeld zijn in 41 gemeenten (tambon) en 403 dorpen (moobaan).
| Amphoe 1. Mueang Nakhon Nayok 2. Pak Phli 3. Ban Na 4. Ongkharak |